# Білл Герін
Білл Герін (англ. Bill Guerin, нар. 9 листопада 1970, Вустер) — колишній американський хокеїст, що грав на позиції крайнього нападника. Грав за збірну команду США.
Володар Кубка Стенлі. Провів понад тисячу матчів у Національній хокейній лізі.

## Ігрова кар'єра
Хокейну кар'єру розпочав 1989 року.
1989 року був обраний на драфті НХЛ під 5-м загальним номером командою «Нью-Джерсі Девілс».
Протягом професійної клубної ігрової кар'єри, що тривала 20 років, захищав кольори команд «Нью-Джерсі Девілс», «Едмонтон Ойлерс», «Бостон Брюїнс», «Даллас Старс», «Сент-Луїс Блюз», «Сан-Хосе Шаркс», «Нью-Йорк Айлендерс» та «Піттсбург Пінгвінс».
Загалом провів 1396 матчів у НХЛ, включаючи 133 ігор плей-оф Кубка Стенлі.
Виступав за збірну США.

## Тренерська кар'єра
6 червня 2014 року став одним із тренерів клубу «Піттсбург Пінгвінс».

## Нагороди та досягнення
- Володар Кубка Стенлі в складі «Нью-Джерсі Девілс» — 1995 та «Піттсбург Пінгвінс» — 2009
- Володар Кубка світу в складі збірної США — 1996
- Учасник матчу усіх зірок НХЛ — 2001, 2003, 2004, 2007
- Срібний призер Зимових Олімпійських ігор у Солт-Лейк-Сіті — 2002
- Друга команда всіх зірок НХЛ — 2002
- Зала слави хокею США — 2013

## Статистика
| Сезон        | Клуб                 | Ліга         | Регулярний сезон | Регулярний сезон | Регулярний сезон | Регулярний сезон | Регулярний сезон | Плей-оф | Плей-оф | Плей-оф | Плей-оф | Плей-оф |
| Сезон        | Клуб                 | Ліга         | І                | Г                | П                | О                | ШХ               | І       | Г       | П       | О       | ШХ      |
| ------------ | -------------------- | ------------ | ---------------- | ---------------- | ---------------- | ---------------- | ---------------- | ------- | ------- | ------- | ------- | ------- |
| 1989–90      | Бостонський коледж   | HE           | 39               | 14               | 11               | 25               | 64               | —       | —       | —       | —       | —       |
| 1990–91      | Бостонський коледж   | HE           | 38               | 26               | 19               | 45               | 102              | —       | —       | —       | —       | —       |
| 1991–92      | «Ютіка Девілс»       | АХЛ          | 22               | 13               | 10               | 23               | 6                | 4       | 1       | 3       | 4       | 14      |
| 1991–92      | «Нью-Джерсі Девілс»  | НХЛ          | 5                | 0                | 1                | 1                | 9                | 6       | 3       | 0       | 3       | 4       |
| 1992–93      | «Ютіка Девілс»       | АХЛ          | 18               | 10               | 7                | 17               | 47               | —       | —       | —       | —       | —       |
| 1992–93      | «Нью-Джерсі Девілс»  | НХЛ          | 65               | 14               | 20               | 34               | 63               | 5       | 1       | 1       | 2       | 4       |
| 1993–94      | «Нью-Джерсі Девілс»  | НХЛ          | 81               | 25               | 19               | 44               | 101              | 17      | 2       | 1       | 3       | 35      |
| 1994–95      | «Нью-Джерсі Девілс»  | НХЛ          | 48               | 12               | 13               | 25               | 72               | 20      | 3       | 8       | 11      | 30      |
| 1995–96      | «Нью-Джерсі Девілс»  | НХЛ          | 80               | 23               | 30               | 53               | 116              | —       | —       | —       | —       | —       |
| 1996–97      | «Нью-Джерсі Девілс»  | НХЛ          | 82               | 29               | 18               | 47               | 95               | 8       | 2       | 1       | 3       | 18      |
| 1997–98      | «Нью-Джерсі Девілс»  | НХЛ          | 19               | 5                | 5                | 10               | 13               | —       | —       | —       | —       | —       |
| 1997–98      | «Едмонтон Ойлерс»    | НХЛ          | 40               | 13               | 16               | 29               | 80               | 12      | 7       | 1       | 8       | 17      |
| 1998–99      | «Едмонтон Ойлерс»    | НХЛ          | 80               | 30               | 34               | 64               | 133              | 3       | 0       | 2       | 2       | 2       |
| 1999–00      | «Едмонтон Ойлерс»    | НХЛ          | 70               | 24               | 22               | 46               | 123              | 5       | 3       | 2       | 5       | 9       |
| 2000–01      | «Едмонтон Ойлерс»    | НХЛ          | 21               | 12               | 10               | 22               | 18               | —       | —       | —       | —       | —       |
| 2000–01      | «Бостон Брюїнс»      | НХЛ          | 64               | 28               | 35               | 63               | 122              | —       | —       | —       | —       | —       |
| 2001–02      | «Бостон Брюїнс»      | НХЛ          | 78               | 41               | 25               | 66               | 91               | 6       | 4       | 2       | 6       | 6       |
| 2002–03      | «Даллас Старс»       | НХЛ          | 64               | 25               | 25               | 50               | 113              | 4       | 0       | 0       | 0       | 4       |
| 2003–04      | «Даллас Старс»       | НХЛ          | 82               | 34               | 35               | 69               | 109              | 5       | 0       | 1       | 1       | 4       |
| 2005–06      | «Даллас Старс»       | НХЛ          | 70               | 13               | 27               | 40               | 115              | 5       | 3       | 1       | 4       | 0       |
| 2006–07      | «Сент-Луїс Блюз»     | НХЛ          | 61               | 28               | 19               | 47               | 52               | —       | —       | —       | —       | —       |
| 2006–07      | «Сан-Хосе Шаркс»     | НХЛ          | 16               | 8                | 1                | 9                | 14               | 9       | 0       | 2       | 2       | 12      |
| 2007–08      | «Нью-Йорк Айлендерс» | НХЛ          | 81               | 23               | 21               | 44               | 65               | —       | —       | —       | —       | —       |
| 2008–09      | «Нью-Йорк Айлендерс» | НХЛ          | 61               | 16               | 20               | 36               | 63               | —       | —       | —       | —       | —       |
| 2008–09      | «Піттсбург Пінгвінс» | НХЛ          | 17               | 5                | 7                | 12               | 18               | 24      | 7       | 8       | 15      | 15      |
| 2009–10      | «Піттсбург Пінгвінс» | НХЛ          | 78               | 21               | 24               | 45               | 75               | 11      | 4       | 5       | 9       | 2       |
| Усього в НХЛ | Усього в НХЛ         | Усього в НХЛ | 1263             | 429              | 427              | 856              | 1660             | 133     | 39      | 34      | 73      | 152     |